# Эндофаллус
Эндофа́ллус (от др.-греч. ἔνδον «внутри» и φαλλός «мужской половой орган»), иногда также внутренний мешочек или везика — внутренняя мембранозная, выворачивающаяся наружу при совокуплении часть пениса у насекомых.
В состоянии покоя у насекомых наружу выступают только основания стенок эндофаллуса, которые крепятся к краям дорзального отверстия совокупительного органа. Изнутри семяизвергательный канал подходит к гонопоре (отверстию) на апикальной части эндофаллуса. В состоянии эрекции происходит заполнение эндофаллуса гемолимфой, в результате чего он выворачивается наружу. Одновременно семяизвергательный канал растягивается и размещается в полости вывернутого эндофаллуса. При совокуплении эндофаллус фиксируется в совокупительной сумке самки микротрихиями и склеритами, расположенными на его стенках.
Форма вывернутого и раздутого эндофаллуса постоянна и, как правило, специфична для каждого вида. Выделенные и препарированные эндофаллусы часто используются энтомологами при определении видов, чаще всего жесткокрылых, из различных семейств, а также при изучении систематики и филогении различных групп насекомых.